# Dürkopp Adler
La Dürkopp Adler AG è un costruttore di macchine da cucire. La produzione di impianti per movimentazione dei materiali è sotto la Dürkopp Fördertechnik GmbH per l'ambito tessile e automobilistico, dal 2010 all'austriaca Knapp AG. Il fondatore fu Nikolaus Dürkopp. La marca Adler fu usata originariamente per indicare i modelli di macchine da cucire prodotte dalla Dürkopp su licenza della statunitense Wheeler & Wilson.

## Storia

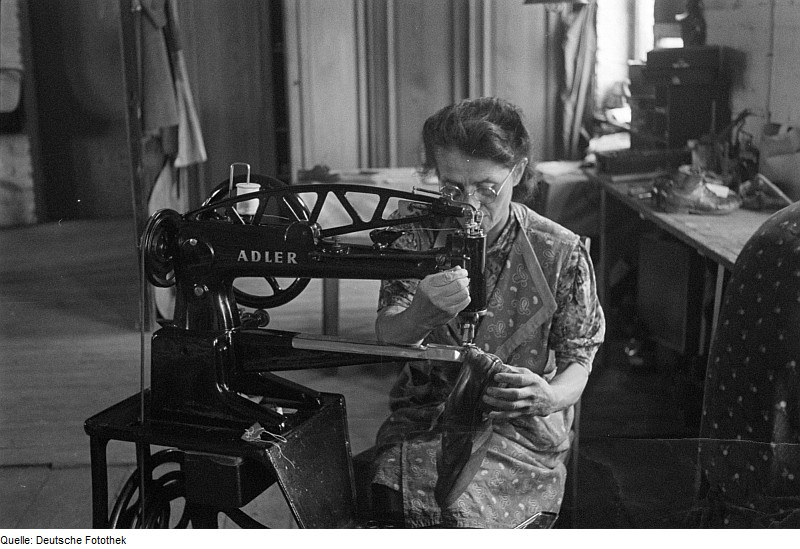
Macchina da cucire ADLER per sellaio Serie "30" (ca. 1940)

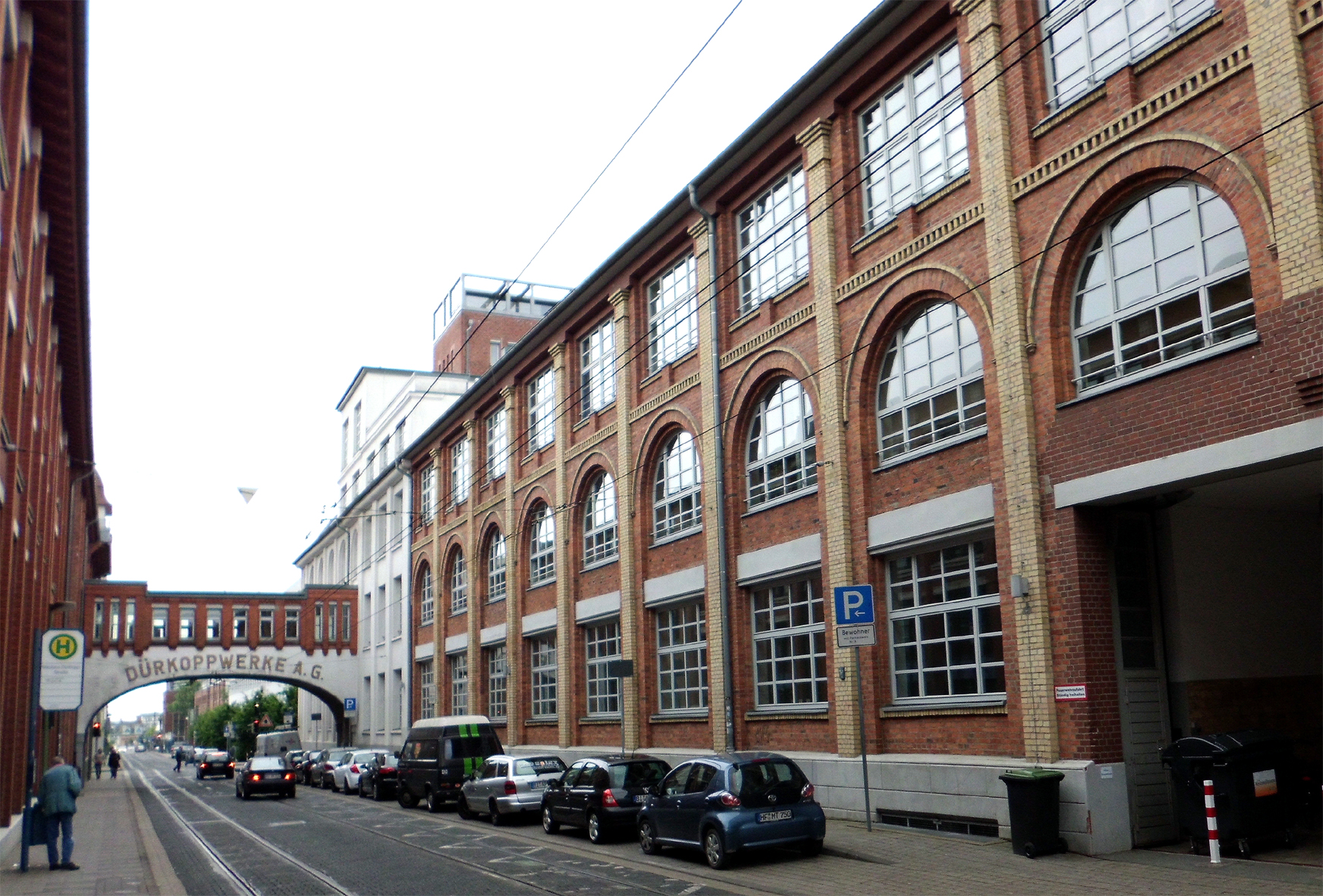
Ingresso 1 in Nikolaus-Dürkopp-Straße, origine della Dürkopp-Werke

L'officina meccanica Carl Baer e Heinrich Koch fondata nel 1860 fu l'origine della prima fabbrica di macchine per cucire a Bielefeld. Sotto la società Koch & Co., dal 1865, lavorò il meccanico Nikolaus Dürkopp e il maestro Carl Schmidt. Dürkopp nel 1861 costruì la sua prima macchina da cucire e fondò il 22 ottobre 1867, con Schmidt, la Dürkopp & Schmidt. Dal 1876 divenne socio Ferdinand Kaselowsky, direttore dei filatoi di lino Ravensberger Spinnerei e uno degli uomini più ricchi di Bielefeld. Carl Schmidt si separò dalla società e fondò la Anker-Werke.
Nel 1880 vi furono 19 aziende a Bielefeld nel ramo delle macchine da cucire, tra le più importanti della Germania.

## Biciclette
Dopo la separazione del socio Schmidt nel 1876, viene creata la Dürkopp & Co. Negli anni ottanta la crisi del settore porta Nikolaus Dürkopp a cercare nuovi sbocchi commerciali. Nel 1885 Dürkopp inizia la prima produzione serie di biciclette della Germania. Seguì presto la Koch & Co. e altre; a Bielefeld venne creata un nuovo distretto industriale.
La Koch & Co. dal 1920 produsse macchine da cucire con il nome Kochs Adler Nähmaschinenwerke AG, lasciò la produzione di biciclette e si concentro sulle macchine da cucire.
Nell'anno 1930 la Dürkopp-Radrennstall (squadra ciclistica) per la prima volta partecipa alla corsa sull'anello industriale per ciclisti professionisti (Ibus). La lista delle biciclette Dürkopp aumentò, con mezzi di serie che parteciparono al primo giro di Germania in più tappe, come la Dürkopp "Diana 215". Per la squadra Dürkopp parteciparono: Unger, Arndt, Nitzschke, Renold, Günther, Hertwig, Geyer, Bulla, Gottwald, Sieronski, Klass, Buse, Korge, M.Kohl e Dobbrack come dirigente. Lo slogan della squadra Dürkopp recitava "Dove Dürkopp c'è, la vittoria è certa"
Biciclette sotto il nome Dürkopp furono vendute fino al 2006 dalla Biria AG.

## Automobili

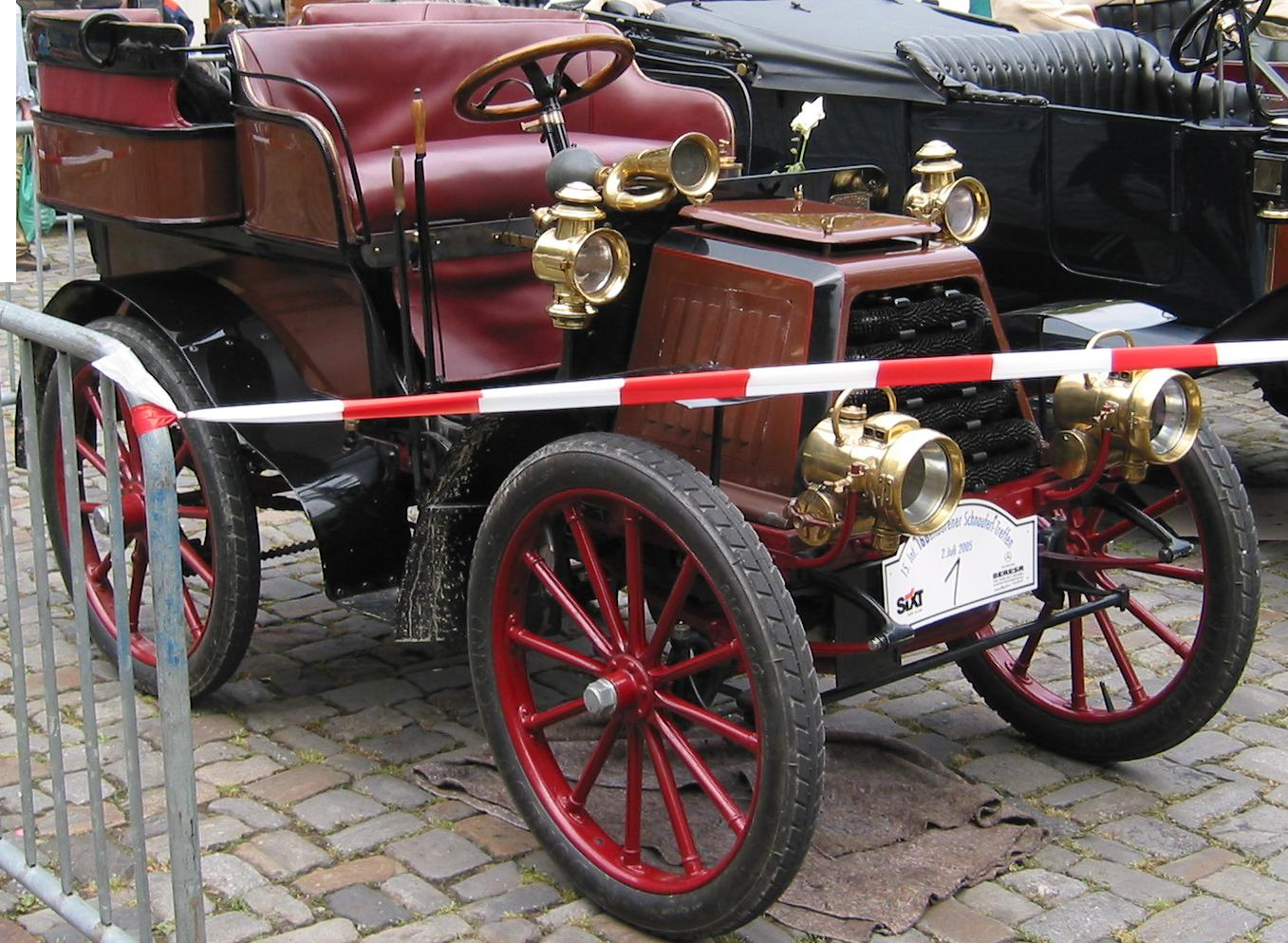
Dürkopp del 1901

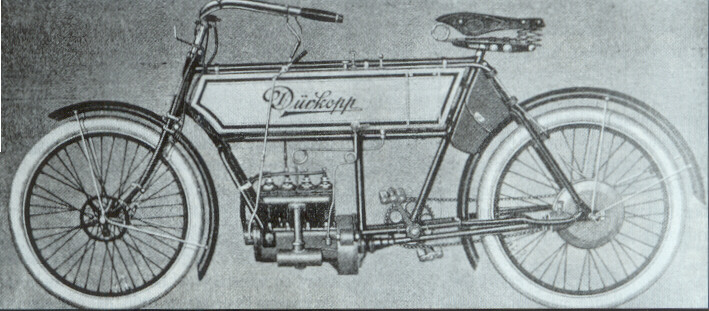
Dürkopp del 1905

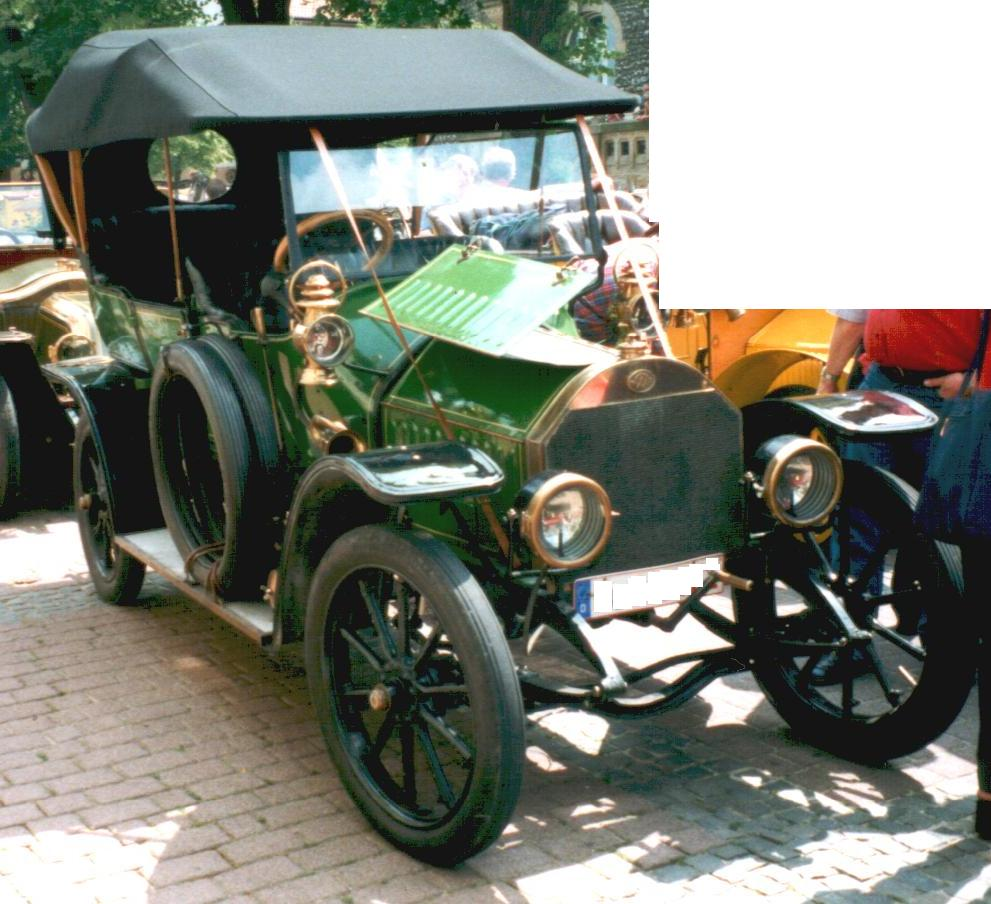
Dürkopp del 1908

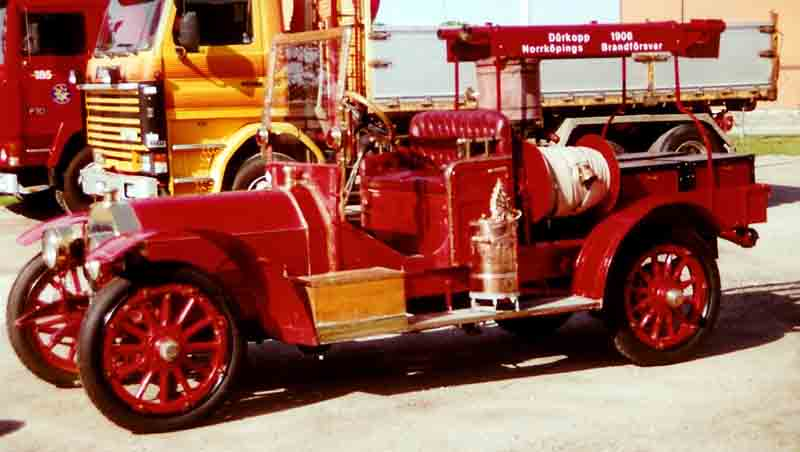
Mezzo antincendio Dürkopp del 1908

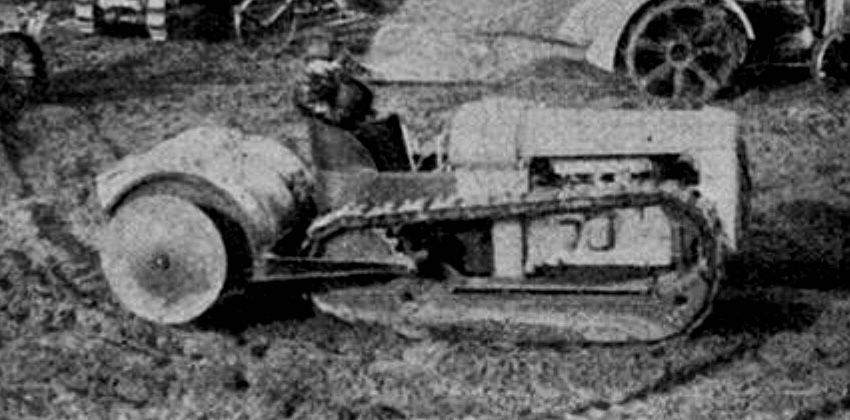
Dürkopp Comfräsch (1927)

Dal 1897 l'azienda produsse automobili, sull'esempio delle Panhard & Levassor. Vennero costruite auto con motore a due, tre, quattro cilindri. Poi a sei, otto cilindri, alcune rimasero allo stadio prototipale. Anche motociclette vennero costruite. Due volte i modelli Dürkopp raggiunsero il secondo posto al Rally di Monte Carlo 1911-1912 con il pilota Hans Stuck. Dürkopp costruì una delle prime auto con trasmissione cardanica.
La produzione serie dal 1908 fu:
| Tipo                     | Periodo   | Cilindri | Cilindrata | Potenza         | Velocità |
| ------------------------ | --------- | -------- | ---------- | --------------- | -------- |
| DG (18/45 PS)            | 1908–1913 | 4 serie  | 4.520 cm³  | 45 PS (33 kW)   | 85 km/h  |
| DG 31 (30/70 PS)         | 1908–1913 | 4 serie  | 8.000 cm³  | 70 PS (51 kW)   | 90 km/h  |
| Knipperdolling (8/12 PS) | 1909–1912 | 4 serie  | 2.100 cm³  | 14 PS (10,3 kW) | 70 km/h  |
| KW (6/14 PS)             | 1909–1914 | 4 serie  | 1.560 cm³  | 14 PS (10,3 kW) | 60 km/h  |
| NG (10/30 PS)            | 1912–1914 | 4 serie  | 2.612 cm³  | 30 PS (22 kW)   | 80 km/h  |
| DG (25/60 PS)            | 1912–1914 | 4 serie  | 6.340 cm³  | 60 PS (44 kW)   | 90 km/h  |
| DG (40/100 PS)           | 1912–1914 | 4 serie  | 13.000 cm³ | 100 PS (74 kW)  | 90 km/h  |
| EK 6 Knipperdolling      | 1913–1920 | 4 serie  | 1.540 cm³  | 12 PS (8,8 kW)  | 70 km/h  |
| P 10 (10/30 PS)          | 1914–1922 | 4 serie  | 2.540 cm³  | 32 PS (23,5 kW) | 85 km/h  |
| P 16 (16/45 PS)          | 1917–1922 | 4 serie  | 4.164 cm³  | 45 PS (33 kW)   | 80 km/h  |
| P 24 (24/70 PS)          | 1919–1922 | 6 serie  | 6.246 cm³  | 70 PS (51 kW)   | 100 km/h |
| P 8 (8/24 PS)            | 1919–1924 | 4 serie  | 2.090 cm³  | 24 PS (17,6 kW) | 70 km/h  |
| P 12 (12/45 PS)          | 1923–1926 | 6 serie  | 3.130 cm³  | 45 PS (33 kW)   | 80 km/h  |
| P 8 A (8/32 PS)          | 1924–1927 | 4 serie  | 2.090 cm³  | 32 PS (23,5 kW) | 75 km/h  |
| P 8 B Sportwagen         | 1925–1927 | 4 serie  | 1.995 cm³  | 60 PS (44 kW)   | 140 km/h |
| P 8 C (8/40 PS)          | 1926      | 4 serie  | 2.100 cm³  | 40 PS (29 kW)   | 75 km/h  |

Dalla prima guerra mondiale vennero creati anche autocarri, e una seconda fabbrica a Berlino-Reinickendorf venne creata, la Berliner Motorwagen-Fabrik già Oryx Motorwerke AG in Koloniestraße. Nel 1906 viene sviluppato il primo autocarro con trasmissione cardanica. I veicoli portavano 3–5 tonnellate. Il settore autoveicoli non fu più redditizio dagli anni venti. Nel 1927 per le auto e nel 1929 per gli autocarri ci fu la cessazione della produzione.
Dopo la morte del fondatore nel 1918 l'azienda divenne Dürkoppwerke AG. Sotto questo nome svilupparono la prima macchina per movimentazione dei materiali per l'industria tessile.

## Produzione militare sotto il Nazionalsocialismo
Nel 1930 la produzione di macchine da cucire peggiora, la Kochs Adler assume, la Dürkopp all'epoca aveva 700 dipendenti. Negli anni trenta la Dürkoppwerke supera i 2.000 dipendenti. Produrranno armamenti per la Wehrmacht, come baionette, cuscinetti a rullini e cuscinetti a sfere per panzer, armi e granate, artiglieria controcarri, bordlafetten per velivoli e spolette. Nel 1933 venne aperta una fabbrica a Künsebeck, con oltre 2.000 dipendenti. La famiglia Barthel compra la società nel 1934. Nel 1944 Dürkopp è il più grande produttore di cuscinetti a sfere per carri armati della Germania.
La Dürkopp diventa parte della Wehrwirtschaftsführer. Nel 1941 il Deutsche Arbeitsfront nomina la Dürkoppwerke Nationalsozialistischen Musterbetrieb; Nel 1943 diventa Kriegsmusterbetrieb. vengono impiegati alla Dürkopp oltre 3.000 prigionieri di guerra, anche dell'Unione Sovietica, anche donne. Dopo un pesante bombardamento di Bielefeld del 1944 l'azienda fu distrutta e il 31 marzo 1945 chiusa. Dopo la guerra viene ricostruita ad opera di Wilhelm Barthel.

## Motociclette e Motorroller

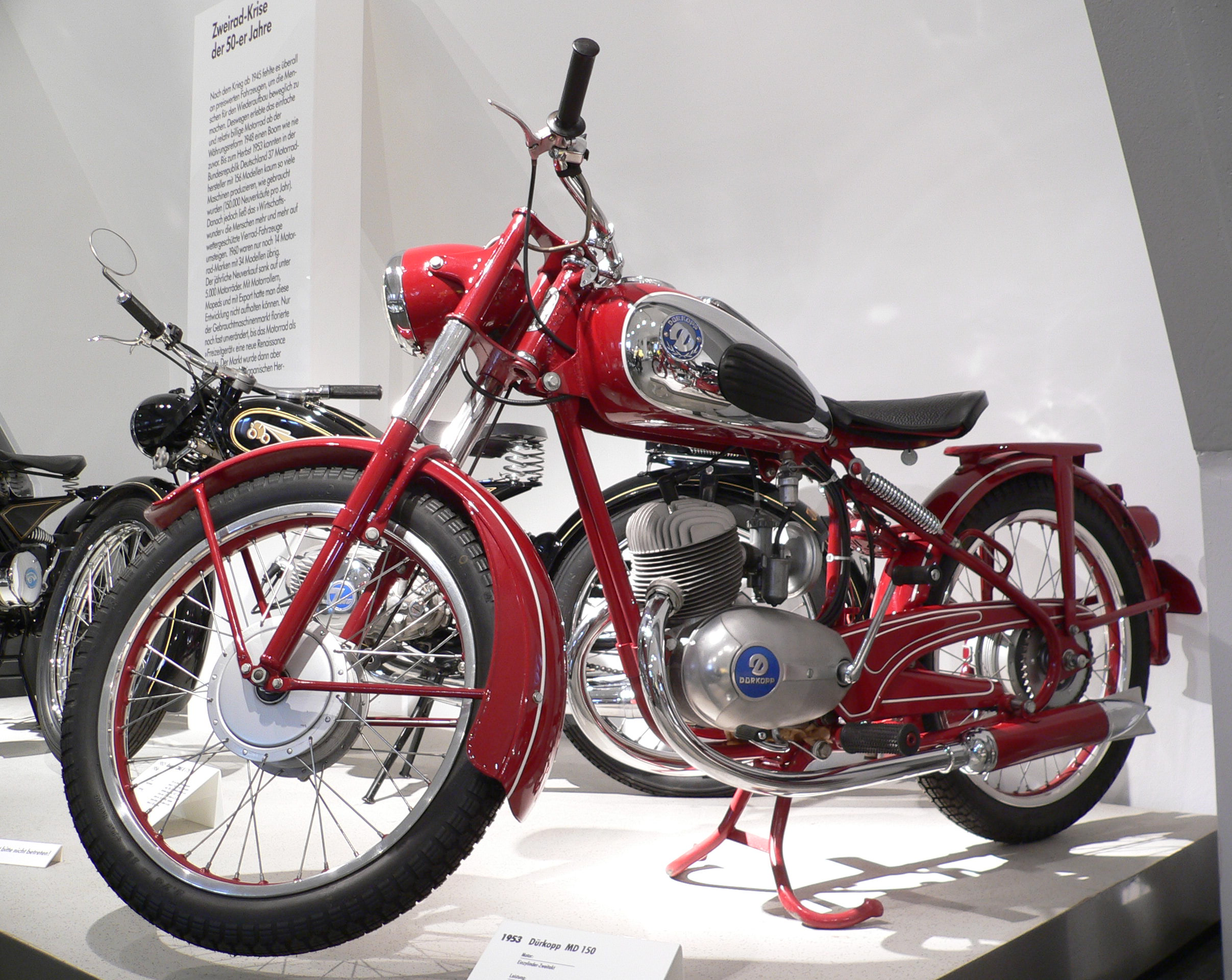
Dürkopp MD 150 (1953)

La Dürkoppwerke AG dopo la seconda guerra mondiale produsse tra le altre cose motociclette, dal 1949 al 1961. I modelli di maggior successo furono la Dürkopp MF 100, MF 125, i modelli Fratz e Dianette così come gli scooter Diana, Diana Sport, Diana TS e TSE.
I motori furono costruiti dalla Dürkopp, dalla ILO o Fichtel & Sachs dal 1952 e componenti per la Ardie di Norimberga.
Il modello di successo fu dal 1952 la MD 150, con motore di 150 cm³ e cambio a tre marce. La potenza di 5,5 kW (7,5 HP) a 5300 g/min e una velocità massima di 90 km/h. Alcune caratteristiche furono l'avviamento a pedivella, la trasmissione automatica e la protezione per le gambe. Ammortizzatori telescopici idraulici con 14 cm di corsa. Anche i freni erano origine Dürkopp con diametro 150 mm e custodia alettata in alluminio.
Parallelamente il modello MD 200 fu sviluppato, con cilindrata 200 cm³ 7,5 kW (10,2 HP) a 5500 g/min e velocità 96 km/h. In diverse caratteristiche assomigliava al prototipo M 12 del 1938.
Diverse gare vennero disputate dalle MD150/200. Le pubblicità dell'epoca dicevano „schnellste Maschinen ihrer Klassen“, le più veloci della loro classe. Willi Danowski, Horst Esdar, Bastl Fischer, Hiller, Junker, Peisert, Kleinegees e molti altri vinsero con tali modelli.

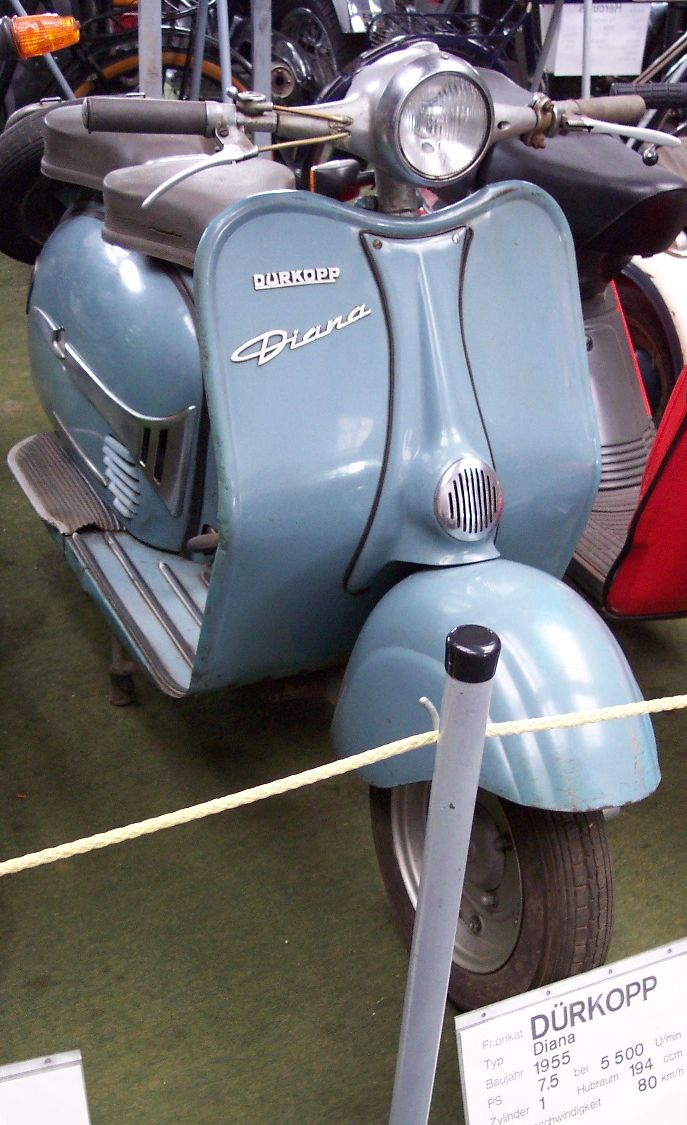
Dürkopp Diana (1955)

Alla fine del 1954 Dürkopp cessò la produzione della MD. Del modello MD 150 vennero prodotte tra il 1952 e il 1954, 17.890 esemplari, e del modello MD 200 circa 10.000.
Dal 1955 fece parte del gruppo la Ardie di Norimberga; la collaborazione produsse modelli come la Fratz e dal 1956 la Dianette e anche la MD200 marchiata BD 175 dalla Ardie.
Ardie negli anni successivi costruì la due cilindri BZ 350 la monocilindrica Ardie BD 176 e Ardie BD 201. Dürkopp commercializzò gli stessi modelli dal 1955 con propri motori e chiamò i veicoli MD 176 e MD 201, prodotti fino alla fine del 1960.
Nel 1953 alla esposizione IFMA viene presentato il Dürkopp-Roller Diana, dal 1954 prodotto in 17.800 esemplari, la versione TS in 888 esemplari, la Sport in 5.000. La versione TSE fu prodotta in piccola serie dal 1959, la maggior parte in versione Standard. Il nome Diana si associava alla dea della caccia. Il soggetto caccia era presente nelle pubblicità. Nel 1961 iniziò la discesa delle vendite dovuta alla maggior richiesta di automobili. Vi sono almeno 110 esemplari di Diana in Germania.

## Acquisizione FAG
Nel 1962 la Dürkoppwerke Aktiengesellschaft (1889 - 1967) viene acquisita dalla FAG Kugelfischer AG del gruppo Schaeffler Gruppe. 
Nel 1967 – nel centenario della società – diventa una GmbH. Nel 1987 la FAG compra le azioni di maggioranza della Kochs Adler AG. La fusione nel 1990 crea l'odierna Dürkopp Adler AG con sede a Bielefeld-Oldentrup.
Nel 2002 la FAG viene acquisita dalla INA-Holding. La Dürkopp Adler viene ceduta.

## Acquisizione SGSB
A metà della 2005 la SGSB-Gruppe (già „ShangGong“) compra la FAG con il 94,98% delle azioni. Nel 2010 viene ceduta la Dürkopp Fördertechnik GmbH all'austriaca Knapp AG.